# Columela auris
Columela auris es el bastoncillo de hueso o cartílago que forma el huesecillo único del oído medio de anfibios, aves y reptiles. Es homólogo de la hiomandíbula de los peces y del estribo de los mamíferos. El nombre en latín, columella auris, significa «columna del oído».

## Evolución
La evolución de la columela está estrechamente relacionada con la evolución de la articulación de la mandíbula . Es un homólogo ancestral del estribo, y se deriva del hueso homandibular de los peces.
Como la columela se deriva de la homandibula, muchas de sus relaciones funcionales siguen siendo las mismas. La columela reside en la cavidad timpánica llena de aire del oído medio. La plataforma para los pies, o el extremo proximal de la columela, descansa en la ventana oval . El sonido se conduce a través de la ventana ovalada al interior de la cápsula ótica. Este movimiento finalmente estimula las células sensoriales en el oído interno.

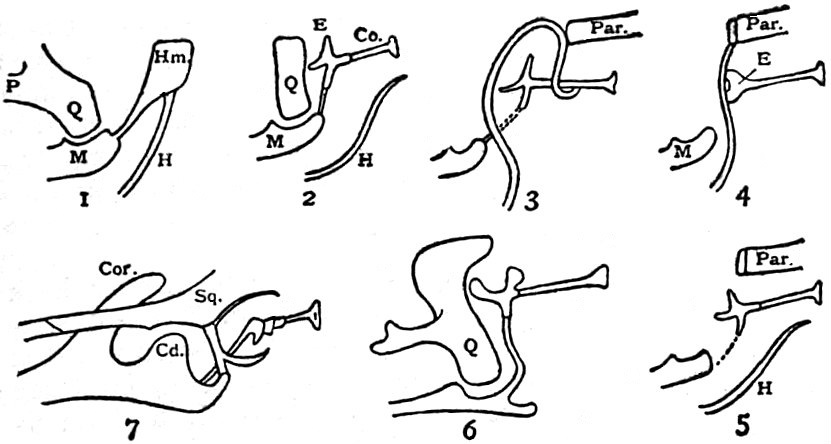
Representación de la evolución de los huesecillos del oído. La columela (Co) y la extracolumela (E) evolucionan hacia el estribo y el estribo adicional en mamíferos embrionarios (7).

En la transición de tetrápodos de mar a tierra, el aspecto más temprano de la columela era parecido a los temnospondilos.

### Extracolumella
Los cocodrilos evolucionaron para levantar la cabeza y el cuerpo del suelo, aislando la cabeza de las vibraciones del suelo (postura parasagital). Bajo presión selectiva para detectar vibraciones de sonido en el aire, las columelas en los cocodrilos se han vuelto más delgadas y reducen su masa. La extracolumela, una extensión cartilaginosa en el extremo distal de la columela, une la columela al tímpano para conducir el sonido del aire exterior.
Las aves y los cocodrilos modernos han desarrollado una columela trifurcada, que forma una estructura de soporte en forma de Y en la superficie de la membrana timpánica. En las aves, se cree que esto aumenta el área de superficie de la placa de base columelar, lo que reduce el umbral de audición y mejora la detección de ondas de sonido en el aire.

## Anatomía en anfibios
En las ranas, la extracolumela es simple y tiene forma de maza.

## Anatomía en reptiles
En los reptiles, la función columela transduce el sonido a través del oído medio como parte de la vía auditiva . La columela es relativamente recta y se mueve en forma de pistón en respuesta a la vibración. Debido a la estructura ósea rígida, la columela responde principalmente a las vibraciones de baja frecuencia transmitidas a través del suelo.

### Cocodrilos
En los cocodrilos, la columela surge de un componente proximal y distal que se desarrolla en la columela y la extracolumela, respectivamente. Por lo general, es trifurcado, con tres proyecciones en forma de dedo que lo sostienen contra la membrana timpánica. La extracolumela permanece cartilaginosa mientras que la columela se osifica durante el desarrollo. La conexión entre la columela y la extracolumela se mantiene flexible durante la vida del animal.

### Serpientes
Las serpientes han perdido la membrana timpánica y, por lo tanto, el apoyo externo de la columela. En cambio, la columela está conectada al hueso cuadrado de la mandíbula. Por lo tanto, las serpientes pueden detectar y localizar las vibraciones del suelo a través de la mandíbula inferior, en lugar de los lados de la cabeza.

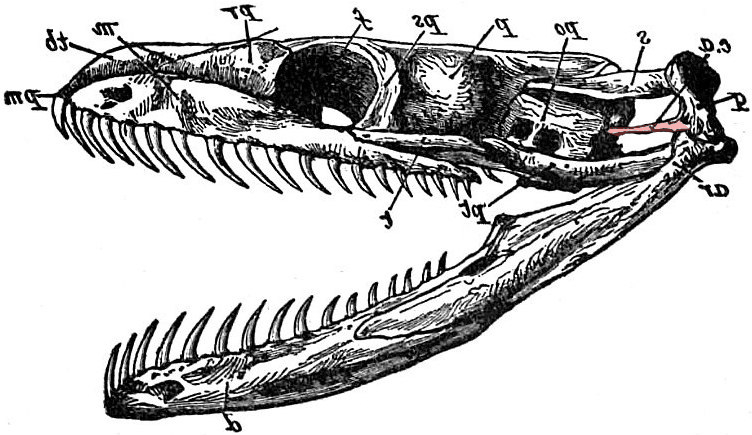
En rosa, Columela auris en la serpiente Pitón

### Lagartijas
En Amphisbaenia, la extracolumela se alarga particularmente y se conecta firmemente con una capa de piel sobre el hueso dentario de la mandíbula inferior. Esta conexión parece facilitar la detección de vibraciones en el aire en el área facial. La incrustación en la piel a menudo ocurre a una escala labial especialmente agrandada. Como resultado, el amphisbaeniano puede detectar las vibraciones del sustrato a medida que penetra en el suelo mientras protege el oído interno del daño. Los anfisbaenianos por lo demás carecen de una estructura del oído externo, probablemente debido a la presión selectiva para proteger los oídos medio e interno del daño mientras el animal excava.

### Aves
En las aves, la columela está anclada a la membrana timpánica cónica en un ángulo agudo, en lugar de un ángulo de 90 grados con respecto al plano de la membrana timpánica. Se cree que esto proporciona una ventaja de palanca para conducir el sonido en el aire desde el extremo distal al proximal de la columela.

#### Desarrollo en pollos
En los embriones de pollo, la columela primordial surge de una condensación mesenquimatosa. La condrificación de la columela ocurre antes que la extracolumela. Durante la osificación endocondral, la columela se osifica a partir de dos orígenes del periostio: el eje y la placa de base.

## Homología en mamíferos
Dentro de los mamíferos y otros sinápsidos, la columela se ha convertido en el estribo, un hueso homólogo dentro del oído medio. A medida que la cavidad timpánica evolucionó para reducir su tamaño, la columela acortó su longitud. Los procesos articulares en forma de estribo de la columela inspiraron un nuevo nombre para este huesecillo del oído, el estribo. Los huesecillos del oído continúan funcionando en la transmisión de sonido a través de la vía auditiva, sin embargo, han perdido su función en la conducción de vibraciones de baja frecuencia.

### Columela artificial
En humanos, la columela artificial puede producirse como autoinjertos de hueso cortical . Estas prótesis se usan como sustitutos del estribo en la cirugía del oído para corregir problemas auditivos (como colesteatoma o nueva perforación).